# جنبش هنر و پیشه

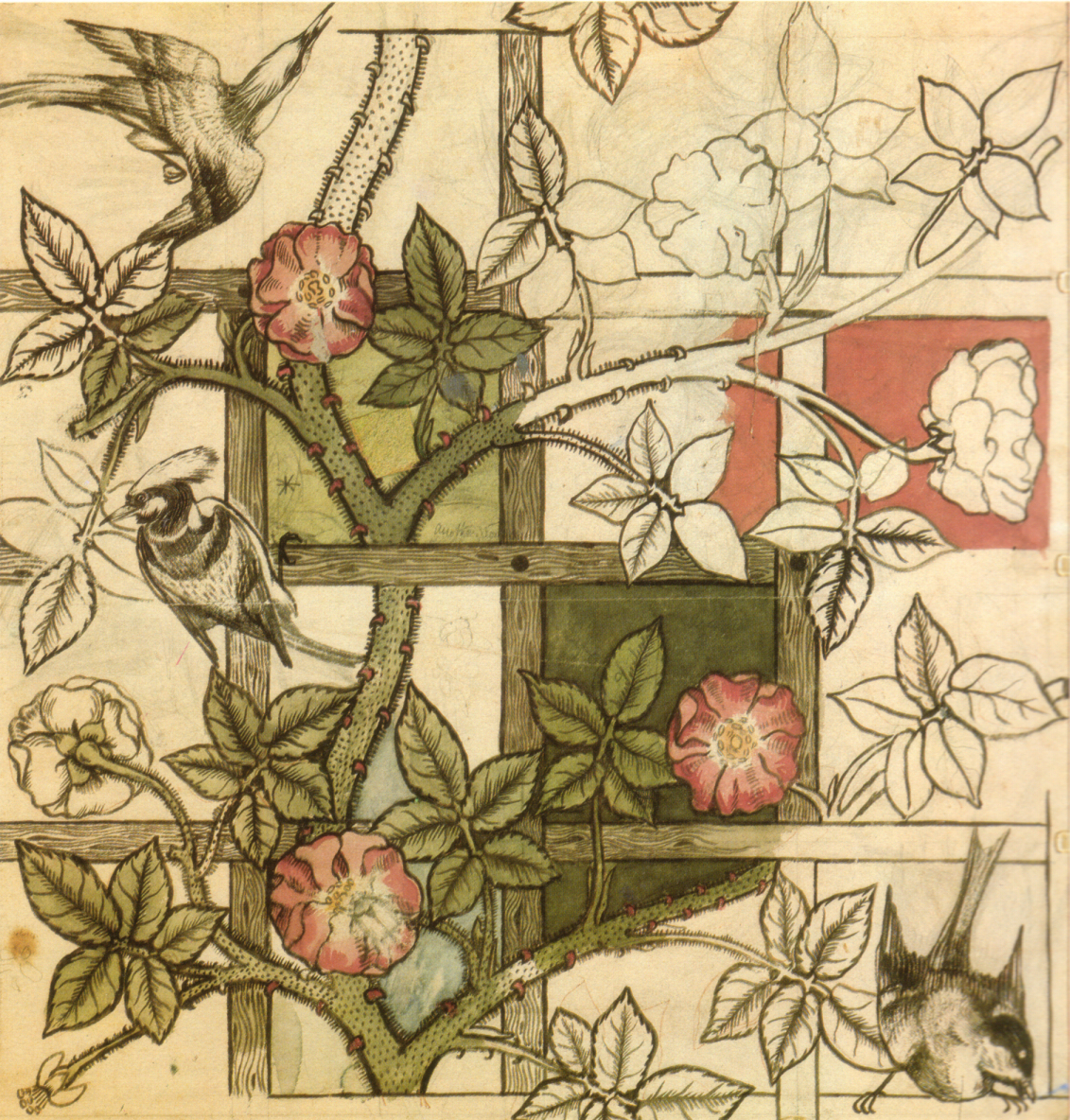
طراحی ویلیام موریس برای کاغذ دیواری "داربست‌ها"، ۱۸۶۲ میلادی

جنبش هنر و پیشه یا جنبش هنر و صنایع دستی (به انگلیسی: Arts and Crafts Movement) جنبشی هنری بود که در اواسط سدۀ ۱۹ میلادی به خاطر تحول و دگرگونی در هنر کاربردی به وجود آمد. نوعی از یک واکنش آگاهانهٔ هنرمندان و روشنفکران در برابر صنعتی شدن سریع و بی رویهٔ آن زمان. جنبش هنر و صنایع دستی گرایشی بین‌المللی در هنرهای تزئینی و زیبا بود که در ابتدا و به‌ طور کامل در جزایر بریتانیا توسعه یافت و متعاقباً در سراسر امپراتوری بریتانیا و بقیۀ اروپا و آمریکا گسترش یافت.
این جنبش که در واکنش علیه فقر هنرهای تزئینی و شرایط تولید آن‌ها آغاز شد، جنبشی بود که در اروپا و آمریکای شمالی میان سال‌های ۱۸۸۰ تا ۱۹۲۰ میلادی شکوفا شد. این جنبش بنیان سبک مدرن بود، بیان بریتانیایی چیزی که بعدها جنبش هنر نو نامیده شد، و به شدت بر آن تأثیر گذاشت. در ژاپن نیز در دهۀ ۱۹۲۰ میلادی به عنوان جنبش مینگِی (هنر عامیانه) ظهور کرد. این جنبش به مفهوم اهمیت و جایگاه هنرهای سنتی بود و اغلب از سبک‌های تزئینی قرون وسطایی، رمانتیک یا عامیانه استفاده می‌کرد. طرفدار اصلاحات اقتصادی و اجتماعی بود و در جهت‌گیری خود ضد صنعتی بود. این جنبش تأثیری قوی بر هنرهای اروپا داشت تا اینکه در دهۀ ۱۹۳۰ میلادی توسط مدرنیسم جایگزین شد، و تأثیر آن در میان سازندگان صنایع دستی، طراحان و شهرسازان، مدت‌ها پس از آن ادامه یافت.
این اصطلاح برای اولین بار توسط تی. جی. کوبدن-ساندرسون در جلسۀ انجمن نمایشگاهی هنرها و صنایع دستی در سال ۱۸۸۷ میلادی استفاده شد، اگرچه اصول و سبکی که بر آن بنا شده بود حداقل برای ۲۰ سال در انگلستان توسعه یافته بود؛ و از ایده‌های معمار: آگوستوس پوگین، نویسنده: جان راسکین و طراح: ویلیام موریس الهام گرفته شده‌ بود. در اسکاتلند نیز با چهره‌های کلیدی چون: چارلز رنی مکینتاش همراه بود.
واکنش مذکور نه‌ تنها کار دستی یا دست‌ساز را وسیلهٔ مناسب برای بیان به حساب می‌آورد، بلکه ارزشی ماندگار را به آن نسبت می‌داد. ریشه‌های فکری این جنبش از مطالعات آگوستوس پوگین منشاء می‌گیرند.
با تکیه بر سبک گوتیک، سبکی کهن و در بر گیرندهٔ اصول مسیحیت و متعاقباً پاکی، راستی و درستی؛ اما ناتوان در ساختار.
یکی از پیروان پوگین، جان راسکین بود؛ که تاکیدش بر به وجود آوردن این سبک نو بر پایهٔ زیبایی‌های موجود در آثار دوران قرون وسطی به لحاظ سادگی عملی و بنابراین تضاد با سردی و بی روحی صنعت بود. و هم او، در فعالیت‌های منتقدانهٔ هنری خود، پایه‌های شاخهٔ انجمن برادری پیشارافائلی را نهاد.
از سردمداران انجمن برادری پیشارافائلی می‌توان به ویلیام موریس اشاره کرد که صدای بلندِ جنبش هنر و پیشه بود. کار موریس بر پایهٔ زیبایی موجود در رسته‌های قدیمی سده‌های میانه‌ای بود. از دیدگاه او، سده‌های میانه، دوره‌ای همراه با شادی و سرور تعبیر می‌شود؛ با جامعه‌ای به هم پیوسته و بدین ترتیب یک الگوی ضد صنعتی؛ باطبع با تولیدات ضد صنعتی؛ با این وجود، این جنبش (هنر و پیشه)، پایه‌های اصولی طراحی مدرن را بنا می‌نهد، زیرا که محصولی التقاط‌گرایانه، دل‌پذیر و مجموعاً مدرن‌تر از صنعت آن زمان را ارائه می‌کند.

## گالری هنرهای تزئینی

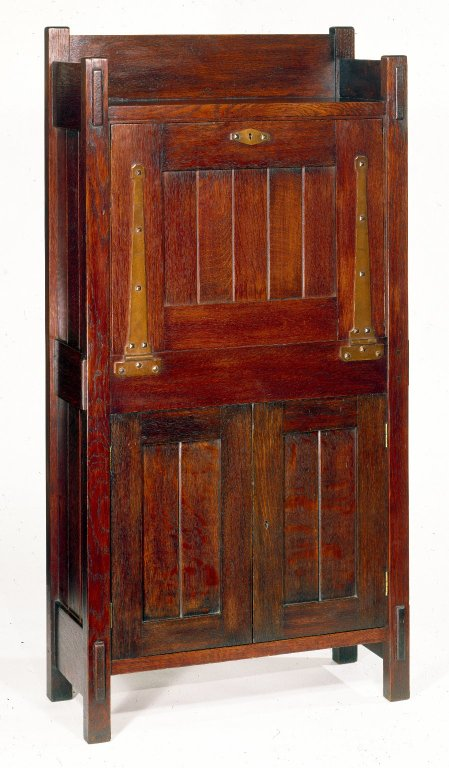
گوستاو استیکلی، میز نوشتن با صفحۀ بازشوی لولایی، حدود ۱۹۰۳ میلادی، موزۀ بروکلین
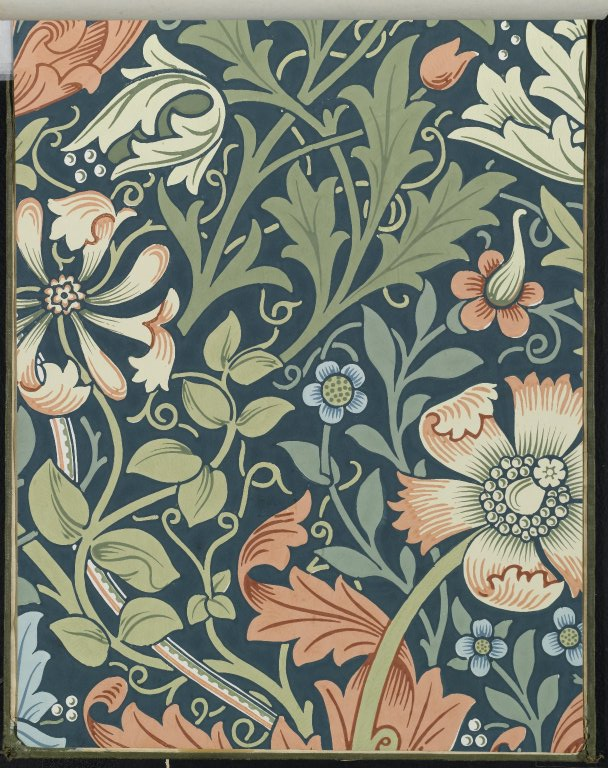
ویلیام موریس، نمونۀ کاغذ دیواری کامپتون ۳۲۳، حوالی ۱۹۱۷ میلادی، موزۀ بروکلین
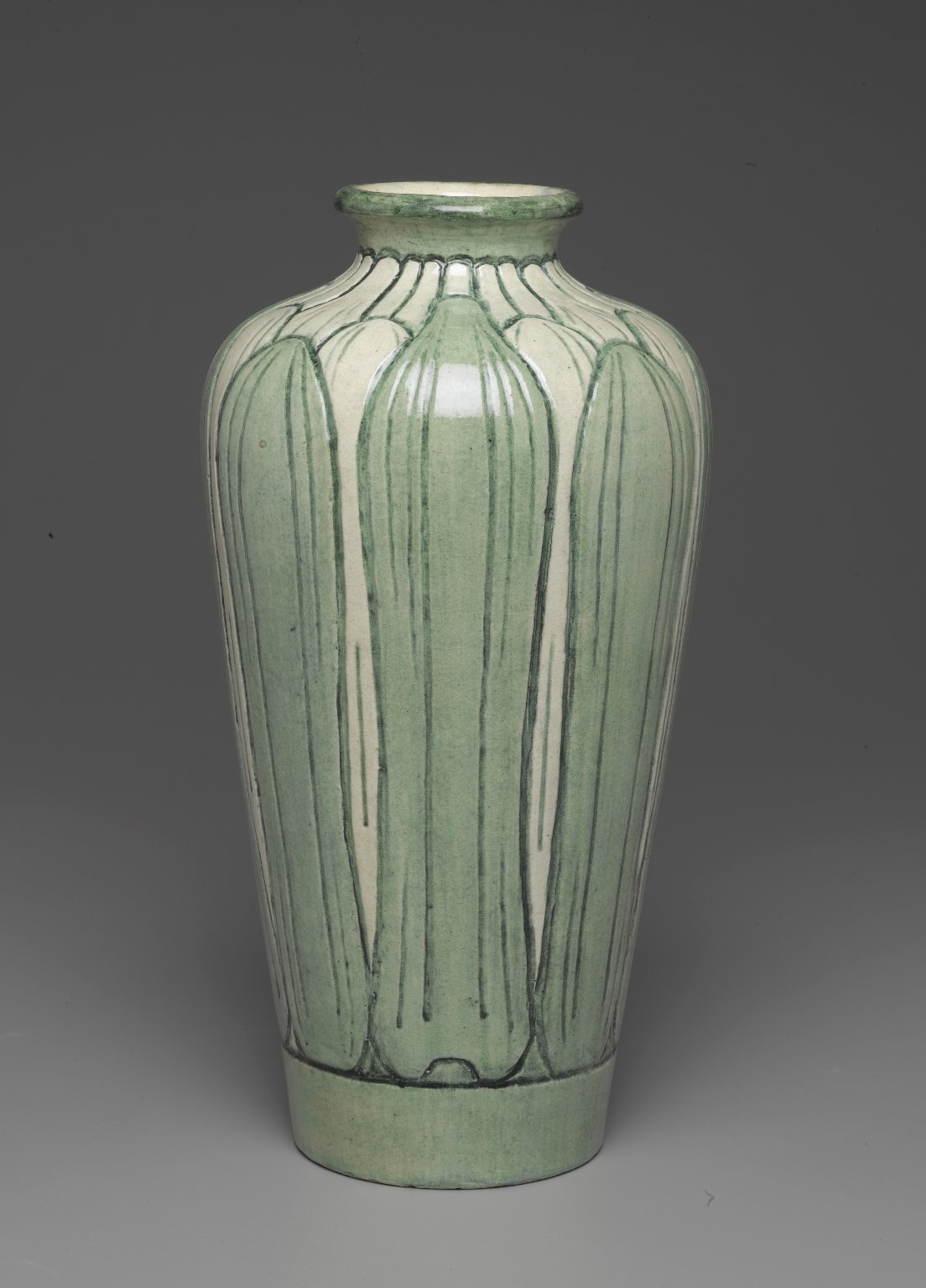
سفال نیوکمب، گلدان، ۱۹۰۴–۱۹۰۲ میلادی، موزۀ بروکلین
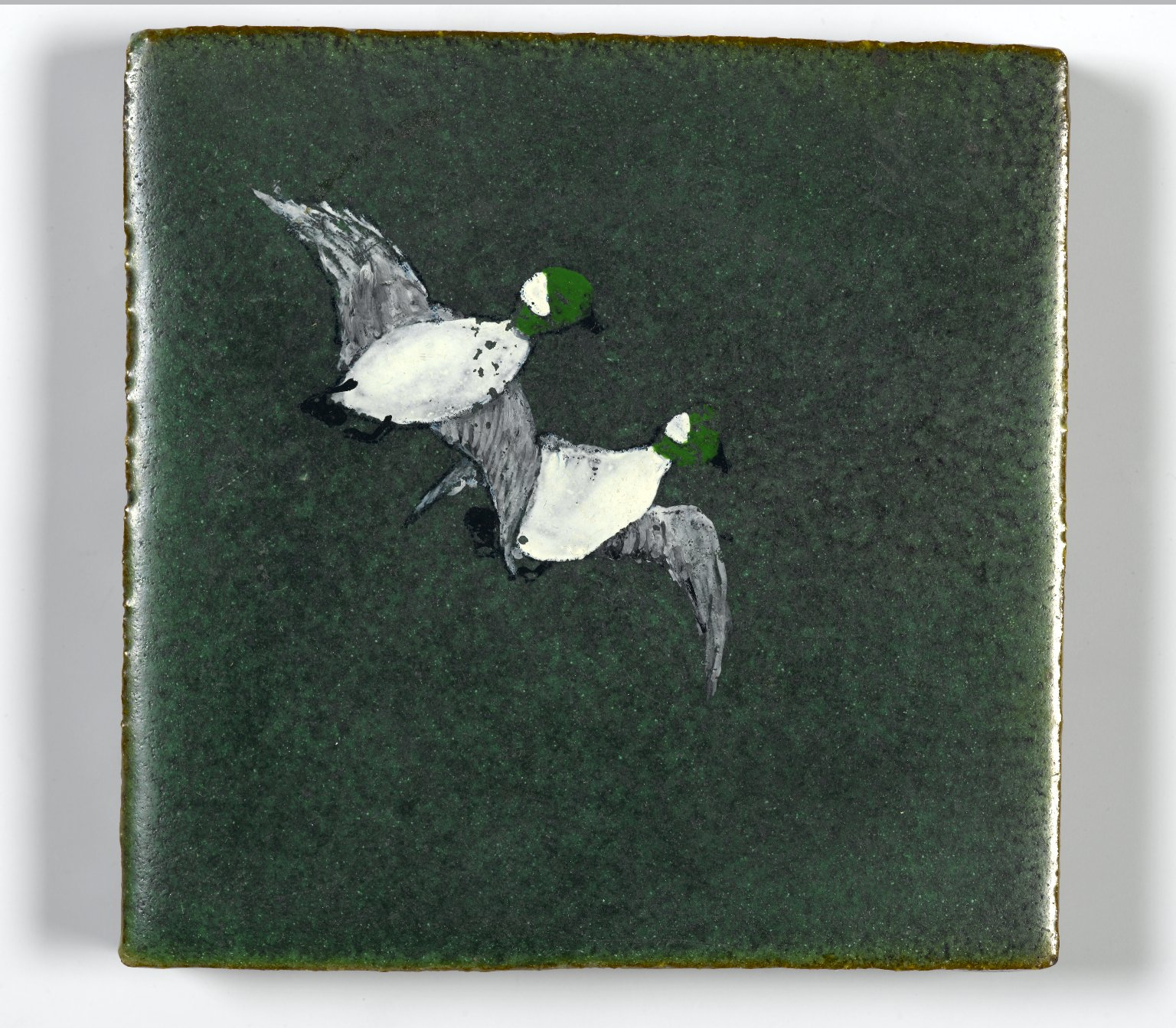
شرکت موزاییک میولر، کاشی، حدود ۱۹۱۰ میلادی، موزۀ بروکلین